# Glaucium cappadocicum
Glaucium cappadocicum är en vallmoväxtart som beskrevs av Pierre Edmond Boissier. Glaucium cappadocicum ingår i Hornvallmosläktet som ingår i familjen vallmoväxter. Inga underarter finns listade i Catalogue of Life.